# 無限遠点
無限遠点（むげんえんてん、point at infinity）とは、限りなく遠いところ（無限遠）にある点のことである。日常的な意味の空間を考えている限り無限遠点は仮想的な概念でしかないが、無限遠点を実在の点とみなせるように空間概念を一般化することができる。そのようにすることで理論的な見通しが立てやすくなったり、空間概念の応用の幅が拡がったりする。
例えば、通常、平面上の二直線の位置関係は一点で交わるか平行であるかのどちらかであるとされている。これを、平行な二直線は無限遠点で交わるのだと考えることにすると、平面上の二直線は必ず一点で交わるという簡明な性質が得られることになる。（この例について、詳しくは非ユークリッド幾何学などを参照のこと）
ユークリッド平面上の互いに平行な 2 直線の交点のことである。厳密にはこの交点はユークリッド平面の中には存在しないから、無限遠点はユークリッド平面の外に存在する。
無限遠点の全体は無限遠直線を描く。

## 厳密な定義
まず、実平面（ユークリッド平面）上の点の斉次座標を定義する。三つの実数の組 [x : y : z] で表し、 [x'  : y'  : z' ] =  [λx : λy : λz] (λ ∈ R) となるような組  [x'  : y'  : z' ] は全て  [x : y : z] と同じものであると見なそう。
このとき、三つ組  [x : y : z] はその比  x : y : z =  x/z : y/z : 1 によって決まるから、平面上の点 (a, b) と三つ組 [a : b : 1] を一対一に対応付けることができる。これを平面上の点の斉次座標とよぶ。
これはつまり、三次元空間における直線を別の平面の点と見ていると考えることもできる。
P2(R) = {[x : y : z] | x, y, z ∈ R}
と書いて、実射影平面と呼ぶ。すると、上で述べたことは 実平面 R2 は実射影平面 P2(R) に埋め込めるということに他ならない。このとき、P2(R) における R2 の補空間
l∞ := P2(R) {\displaystyle \setminus } R2 = {[x : y : z] ∈ P2(R) | z = 0}
の点のことを無限遠点と呼ぶ。特に
l∞ = {[t : 1 : 0] ∈ P2(R)}
と書けるから、無限遠点の全体は直線になる。この l∞ を無限遠直線と呼ぶ。

### 互いに平行な直線の交点
たがいに平行な二つの平面直線 ax + by + c = 0 と ax + by + d = 0 は c = d で完全に一致しなければ実平面上で交点を持たない。ところが実射影平面において交わることが以下のように示される。
実平面 R2（xy-平面）における直線 ax + by + c = 0 は平面上の点 (x, y) に対し、その斉次座標 [x0 : y0 : z0] (x = x0/z0, y = y0/z0) を考えることにより
ax0 + by0 + cz0 = 0
と斉次化される。
すると、先の平行な二つの直線を斉次化して ax + by + cz = 0, ax + by + dz = 0 と表すと、連立させて解いて [b, -a, 0] = [-b/a, 1, 0] という交点を見つけることができる。

## 一般化

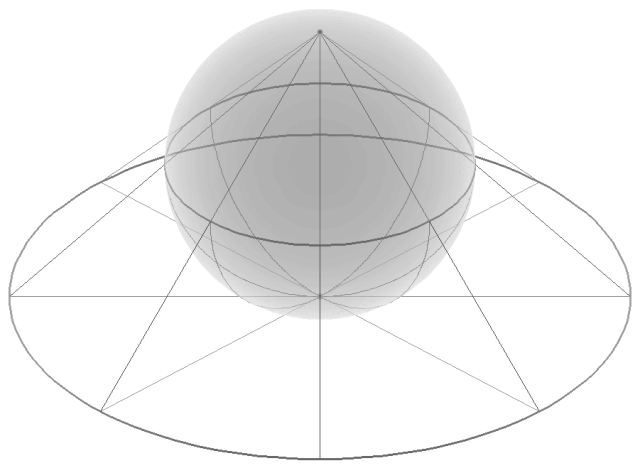
リーマン球面は、複素平面で包んだ球面として視覚化できる。

一般に、n 次元のユークリッド空間に対し、斉次座標の方法により、空間外の点を加えてn 次元実射影空間 Pn(R)を構成することができる。ｎ次元実射影空間は、ｎ次元球面とは同位相ではないが、ｎ次元球面は、ｎ次元実射影空間の二重被覆である。したがって、球面と同様、射影空間もリーマン幾何学の一つのモデルを与える。射影空間の直線とは、Rn 上の直線の両端を無限遠点で結んで得られるが、これは球面における大円（球の中心を通る平面と球面との交線）に相当し、球面上の大円が2点で交わるように、射影空間上の任意の二つの直線は一点で交わる。特にユークリッド空間上での平行線は無限遠空間上で交わる。
さらに、底空間を実数直線 R から複素数平面 C に取り替えたn 次元複素射影空間 Pn(C)、あるいはもっと一般に体 K 上の射影空間 Pn(K) などがある。
例えば、複素直線（複素数平面）C に一点 {∞} を加えた空間は（2 次元の）球面と同相であり、リーマン球面と呼ばれ、 P(C) と書かれる。（次数を明示して  P1(C) と書かれることもある。） 
リーマン球面は、複素射影直線であり、実射影平面P2(R) とは位相が異なる。